# William H. Pine
William H. Pine (* 15. Februar 1896 in Los Angeles, Kalifornien; † 29. April 1955 ebenda) war ein US-amerikanischer Filmproduzent und Filmregisseur.

## Leben und Wirken
Pine studierte an der Columbia University und stieß anschließend zur Filmindustrie. In den 1930er Jahren wirkte er in der Werbeabteilung von Paramount Pictures und arbeitete ab 1935 als Kurzdokumentarfilmproduzent, bald darauf auch als Produktionsleiter einiger Filme des Hausregisseurs Cecil B. DeMille. Mit dem Kollegen William C. Thomas (1903–1984) gründete William Pine schließlich die kleine Produktionsfirma Pine-Thomas Productions, die billig hergestellte Filme – vor allem wenig ambitionierte Dramen und Western, Thriller und Actionabenteuer – auf den Markt brachte, die durch Paramount verliehen wurde. Keiner dieser Filme besitzt kulturhistorische Bedeutung, sie waren aber recht profitabel. Zeitweise (von 1942 bis 1949) inszenierte Pine auch selbst einige Filme, darunter die kurze Kriegsdokumentation The Price of Victory, die sogar für einen Oscar nominiert wurde. Mit dem frühen Tode Pines im Frühjahr 1955 kollabierte seine und Thomas’ Produktionsfirma unmittelbar darauf.
Sein Sohn Howard Pine (1917–1999) war ebenfalls als Produzent tätig.

## Filmografie (kleine Auswahl)
als Produktionsleiter bzw. Filmproduzent, wenn nicht anders angegeben
- 1935: Hollywood Extra Girl
- 1936: Der Held der Prärie (The Plainsman)
- 1938: Der Freibeuter von Louisiana (The Buccaneer)
- 1939: Union Pacific
- 1940: Die scharlachroten Reiter (North-West Mountain Police)
- 1941: Forced Landing
- 1941: Flying Blind
- 1942: Piraten im karibischen Meer (Reap the Wild Wind)
- 1942: Torpedo Boat
- 1942: Wildcat
- 1942: A Letter From Batman (Regie)
- 1942: The Price of Victory (Regie)
- 1943: Aerial Gunner (Regie)
- 1943: Alaska Highway
- 1943: High Explosive
- 1944: Timber Queen
- 1944: The Navy Way
- 1944: Dark Mountain
- 1945: High Powered
- 1945: Midnight Manhunt
- 1946: Tokyo Rose
- 1946: Big Town
- 1946: Swamp Fire (auch Regie)
- 1947: Angst in der Nacht (Fear in the Night)
- 1947: Jungle Fight
- 1947: Seven Were Saved (auch Regie)
- 1948: Der Rächer der Todesschlucht (Albuquerque)
- 1948: Shaggy
- 1948: Caged Fury
- 1948: High Powered
- 1948: Disaster (auch Regie)
- 1949: Dynamite (auch Regie)
- 1949: El Paso, die Stadt der Rechtlosen (El Paso)
- 1949: Vom FBI gejagt (Manhandled)
- 1950: Käpt’n China (Captain China)
- 1950: Tripolis (Tripoli)
- 1950: Gnadenlos gehetzt (The Lawless)
- 1950: Der Rebell von Mexiko (The Eagle and the Hawk)
- 1951: Sein letzter Verrat (The Last Outpost)
- 1951: Gold in Neuguinea (Crosswinds)
- 1951: Die Faust der Vergeltung (Passage West)
- 1952: Hongkong (Hong Kong)
- 1952: Flucht vor dem Feuer (The Blazing Forest)
- 1952: Die Geliebte des Korsaren (Caribbean)
- 1952: Tropische Abenteuer (Tropic Zone)
- 1953: Geknechtet (The Vanquished)
- 1953: Sangaree
- 1953: Der Schatz der Jivaro (Jivaro)
- 1954: Im Schatten des Galgen (Run for Cover)
- 1954: Am fernen Horizont (The Far Horizons)
- 1955: Dem Teufel auf der Spur (Hell‘s Island)
- 1955: Ich will, daß du mich liebst (Lucy Gallant)
- 1956: Im Dunkel der Nacht (Nightmare)